# 1967年の自転車競技
1967年の自転車競技についてまとめる。

## 主なできごと
- ツール・ド・フランス第13ステージ、モン・ヴァントゥのゴール手前付近で、夢遊病者のような状態になったトム・シンプソンが力尽きて倒れ、病院に運ばれたものの死亡した。死因は熱射病によるものと診断されたが、後にアンフェタミンなど、複数の薬物が検出されたことにより、ドーピングに起因するものではないかという見方も根強く残ることになった。
- 当年のツール・ド・フランスより、国・地域別対抗戦形式が復活（1968年まで）。また、同レースにおいて1904年より最終ゴール地点となっていたパルク・デ・プランスが、サッカー専用スタジアムへの用途変更に伴い、当年のレースをもってその役目を終えることになった。
- 東京都知事選挙で、社会党、共産党の推薦を得た革新系候補の美濃部亮吉が初当選（4月15日）。このことは後に、当時の競輪の「メッカ」であった後楽園競輪場の休止など、競輪界に多大な影響を及ぼすことになる。
- 当年4月に行われた長崎市長選挙で、長崎競輪場の廃止を公約に掲げた諸谷義武が初当選。当年12月、諸谷は、競輪場移転という名目のため、当年1月の開催をもって開催が休止されていた同競輪場を廃止した。
- 当時38歳だった白鳥伸雄が、第2回秩父宮妃賜杯競輪で優勝し、特別競輪（現在のGI）史上最年長優勝記録を更新。2002年に松本整が43歳で寛仁親王牌を優勝するまで、長らくその記録を保持した。しかし同年10月に行われた日本選手権競輪の二次予選で敗退した白鳥は、その日に現役引退を表明。
- 当年より、競輪祭における従前の新鋭王戦が、全日本新人王戦へと名称が改められた。

## 主な成績

### ロードレース
- ブエルタ・ア・エスパーニャ：4月27日〜5月14日
  - 総合優勝：ヤン・ヤンセン（ オランダ、ペルフォース） 76時間38分04秒
  - ポイント賞：ヤン・ヤンセン（ オランダ）
  - 山岳賞：マリアーノ・ディアス（ スペイン）
- ジロ・デ・イタリア：5月20日〜6月11日
  - 総合優勝：フェリーチェ・ジモンディ（ イタリア、サルヴァラニ） 108時間42分27秒
  - ポイント賞：ディーノ・ツァンデグ（ イタリア）
  - 山岳賞：アウレリオ・ゴンサレス（ スペイン）
- ツール・ド・フランス：6月29日〜7月23日
  - 総合優勝：ロジェ・パンジョン（ フランス、プジョー・BP・ミシュラン） 136時間53分50秒
  - ポイント賞：ヤン・ヤンセン（ オランダ）
  - 山岳賞：フリオ・ヒメネス（ スペイン）
- 世界選手権・プロロードレース：9月3日、 オランダ・ヘールレン
  - 優勝：エディ・メルクス（ ベルギー） 6時間44分42秒
- ミラノ〜サンレモ：3月18日
  - 優勝：エディ・メルクス（ ベルギー）
- ロンド・ファン・フラーンデレン：4月2日
  - 優勝：ディーノ・ツァンデグ（ イタリア）
- パリ〜ルーベ：4月7日
  - 優勝：ヤン・ヤンセン（ オランダ）
- リエージュ〜バストーニュ〜リエージュ：5月1日
  - 優勝：ワルテル・ホデフロート（ ベルギー）
- ジロ・ディ・ロンバルディア：10月21日
  - 優勝：フランコ・ビトッシ（ イタリア）
- スーパープレスティージュ
  - 優勝：ヤン・ヤンセン（ オランダ）

### トラックレース

#### 競輪
- 秩父宮妃賜杯競輪：決勝日・2月28日 西武園競輪場
  - 優勝：白鳥伸雄（千葉）
- オールスター競輪：決勝日：5月3日 岸和田競輪場
  - 優勝：竹野暢勇（栃木）
- 高松宮賜杯競輪：決勝日・6月6日 大津びわこ競輪場
  - 優勝：平間誠記（宮城）
- 全国都道府県選抜競輪：決勝日・8月8日 静岡競輪場
  - 優勝：吉川多喜夫（神奈川）
- 日本選手権競輪：決勝日・11月1日 後楽園競輪場
  - 優勝：平間誠記（宮城）
- 競輪祭：競輪王戦決勝日・11月27日、新人王戦決勝日・11月20日 小倉競輪場
  - 全日本競輪王戦優勝：平間誠記（宮城）
  - 全日本新人王戦優勝：福島正幸（群馬）
- 賞金王：平間誠記（宮城） - 19,093,920円

### シクロクロス
- 世界選手権自転車競技大会：2月19日  スイス・チューリッヒ
  - プロ優勝：レナト・ロンゴ（ イタリア）

## 死去
- 2月25日 - 高石真五郎 ( 日本、日本自転車振興会第2代会長、*1878年)
- 4月(日不明) - 福島昭亮 ( 日本、競輪選手、*不明)
- 7月13日 - トム・シンプソン ( イギリス、ロードレース選手、*1937年、)